# Eagle vs Shark
Eagle vs Shark es una película de comedia romántica neozelandesa de 2007 escrita y dirigida por Taika Waititi (en su debut como director) y financiada por la New Zealand Film Commission. La película tuvo su estreno mundial en Sundance en la sección World Cinema Dramatic del festival.

## Reparto
- Jemaine Clement como Jarrod Lough
- Loren Horsley como Lily McKinnon
- Craig Hall como Doug Davis
- Joel Tobeck como Damon McKinnon
- Brian Sergent como Jonás
- Casa Rachel como Nancy
- Dave Fane como Eric
- Taika Waititi como Gordon
- Chelsie Preston Crayford como Jenny
- Genciana Lupi como Tracy
- Tanea Heke como Mamá de Jarrod

## Producción
Waititi escribió el guion basado en el personaje de Lily desarrollado por Loren Horsley. El guion de la película se realizó en los laboratorios de directores y guionistas del Festival de Cine de Sundance en junio de 2005.
El guion se vendió en agosto de 2005 y tuvo un presupuesto de 1.8 millones de dólares neozelandeses (1.35 millones de dólares estadounidenses). Se rodó íntegramente en Nueva Zelanda, en Wellington y Porirua y sus alrededores, durante 25 días entre octubre y noviembre de 2005 con un equipo de 35 trabajadores.
La película se compone principalmente de acción en vivo, pero Another Planet Ltd. realiza segmentos dentro de la película en stop motion, utilizando tanto accesorios como actores.

## Estreno
Eagle vs Shark se estrenó en Nueva Zelanda el 30 de agosto de 2007.
Posteriormente se lanzó el 8 de enero de 2008 en DVD. Las características adicionales incluyen un comentario del director Taika Waititi, tomas descartadas, escenas eliminadas con comentarios opcionales y el video musical de The Phoenix Foundation "Going Fishing".
En Cannes de 2006 se anunció que Miramax Films había comprado los derechos teatrales en Norteamérica después de ver un avance de cinco minutos.
Los creadores de la película pidieron al sitio web de arte DeviantArt que organizara un concurso para crear un cartel para la película. El cartel ganador, del usuario de DeviantArt 'puggdogg', fue impreso en el periódico The Onion.